# 230765 Alfbester
230765 Alfbester este o planetă minoră (asteroid) din centura de asteroizi. A fost descoperită pe 15 decembrie 2003 la Saint-Sulpice de Bernard Christophe⁠(d). 
Obiectul prezintă o orbită caracterizată de o semiaxă mare de 3,0809380839034 UAi, o excentricitate de 0,13, o înclinație de 8,2 ° în raport cu ecliptica.